# Bernhard von Sanden der Jüngere
Bernhard von Sanden der Jüngere (* 4. Mai 1666 in Königsberg (Preußen); † 22. Januar 1721 ebenda) war ein deutscher lutherischer Theologe.

## Leben
Bernhard von Sanden der Jüngere war der Sohn von Bernhard von Sanden dem Älteren. Nach anfänglicher Ausbildung durch Privatlehrer und an der Altstädter Schule nahm er 1683 ein Studium an der Universität Königsberg auf. 1686 wechselte er an die Universität Leipzig, wo er am 27. Januar 1687 den akademischen Grad eines Magisters der Philosophie erwarb. Nach Reisen durch Deutschland, Italien, Holland und England begann er an der Universität Königsberg als Privatdozent zu arbeiten. Ihm wurde auch die Möglichkeit eröffnet, an der theologischen Fakultät Vorlesungen zu halten. 1695 wurde er zum außerordentlichen Professor der Theologie berufen und erwarb im selben Jahr das Lizenziat der Theologie.
Am 10. Juli 1696 promovierte er zum Doktor der Theologie und wurde 1699 ordentlicher vierter Professor der Theologie in Königsberg. 1703 stieg er in die dritte theologische Professur auf und wurde damit verbunden Pastor an der Löbenichtschen Kirche. Mit der zweiten Professur, die er 1708 erhalten hatte, war eine Predigerstelle am Königsberger Dom verbunden. Als Nachfolger seines Vaters wurde er 1709 zum königlich preußischen Oberhofprediger ernannt, womit die erste theologische Professur an der Königsberger Hochschule verbunden war. 
Von Sanden war in den Wintersemestern 1710/11, 1714/15 sowie 1718/19 Rektor der Albertina.

## Werke (Auswahl)
- Controversiæ Spicilegium. Hactenus in XXX. Disputationibus publicis. Georgi, Königsberg 1706, Digitalisat.
- Instructio ministrorum verbi in Regno Prussiae circa officium et agenda. Georgi, Königsberg 1707.
- Disputationum Anti-Papisticarum Fasciculus. s. n., Königsberg 1709, Digitalisat.
- Auslegung der Sonn- und Fest-Täglichen Evangelien. 2 Bände. s. n., Königsberg 1711.
- Prima fundamenta theologiae positivae. Typis Zaenckerianis, Königsberg 1713.
- Quæstionum biblicarum ex libro Primo Mosis; sive, Genesi illustrium fasciculi. Typis Zaenckerianis, Königsberg 1716.
- Unterricht Vor die Jungen und Einfältige in der Gemeine, Von dem Evangelisch-Lutherschen Anderem Kirchen-Jubilæo Oder Zweyhundert-jährigem Reformations-Fest, So auff den 31. October oder XXIII. Sonntag nach Trinitatis dieses 1717. Jahres einfält, In kurtze Fragen und deutliche Antwort Auff Catechetische Arth. Reußner, Königsberg 1717, Digitalisat.
- Abfertigung XXIV. Päpstischer Lügenhafften Lehren, 1. Von dem Ursprung des Lutherthums. 2. Ob die so genandte Lutherische Reformation von Gott sey? 3. Vom Glauben und von der Glaubens-Regel. 4. Von der wahren Kirchen Christi. Welche In einem vorhin in Deutschland ausgegebenen, in diesem Jahr aber in Braunsberg, in dem Collegio der Societæt Jesu wieder aufgelegten Tractætchen von vier Bogen [...] Aus denen Schrifften und Widerlegungen der Evangelisch-Lutherischen Lehrer [...]. Zäncker, Königsberg 1718, Digitalisat.
- Kurtze und deutliche Anweisung, wie der Catechismus Lutheri in seinem rechten Verstande und Inhalt, denen Einfältigen erklärtet und beygebracht werden kann. Zäncker, Königsberg 1719.
- Kurtze und deutliche Anweisung, wie der Catechismus D. Martini Lutheri In seinem rechten Verstande und Inhalt denen Einfältigen erkläret und beygebracht werden kan. In Fragen und Antwort verfasset, So daß die Antwort aus des seel. Herrn D. Lutheri Erklärung der Catechismus-Fragen allein hergenommen. Zäncker, Königsberg 1719.
- Praejudicia contra bullam Clementis XI. papae, unigentitus dictam qua Paschasii Quesnellii [...] pro ecclesia Gallicana explicata. s. n., s. l. 1719.